# Touho
Touho (en langue cèmuhî : Tuo Cèmuhî) est une commune française de Nouvelle-Calédonie, située en Province Nord, sur la  côte est.
La commune fait partie de l'aire coutumière Paici-Camuki.

## Géographie
La commune est située à environ 337 km au nord de Nouméa, à 45 km de Hienghène (nord-ouest) et 28 km de Poindimié (sud-est). La côte ouest (Koné) est à une centaine de kilomètres par la route transversale.
Le point culminant de la commune est Tonine avec une altitude de 1 076 mètres. Au débouché de la route transversale Koné-Tiwaka, c'est un site névralgique de la Côte Est, enchâssé entre Hienghène au nord et Poindimié au sud.

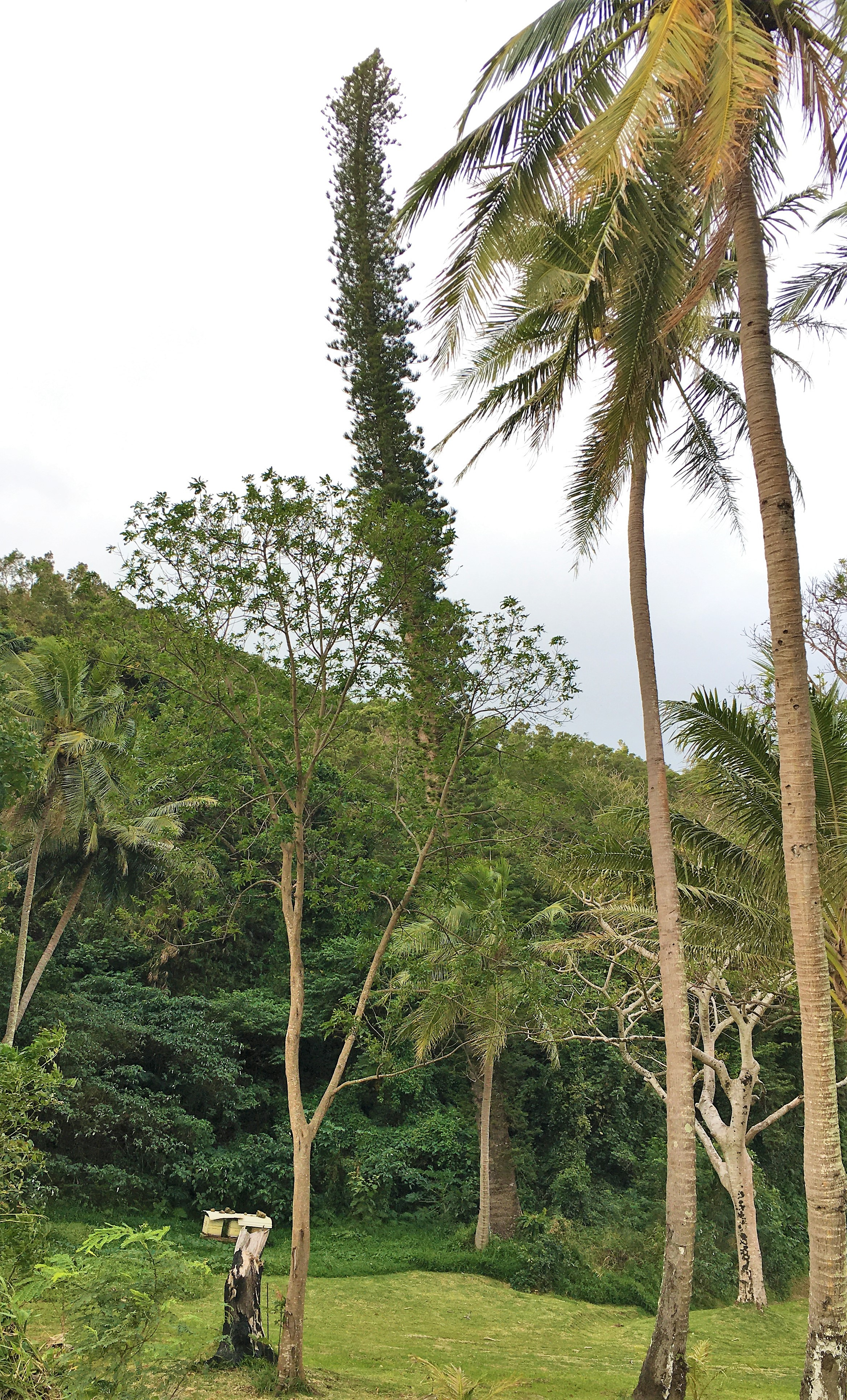
Pin colonnaire commémorant la première union entre un Européen et une Mélanésienne

## Histoire
La mission de Touho est fondée entre 1853 et 1860 par le Père Benoît Forestier.
En 1862, en réponse à des spoliations foncières, la tribu de Wagap, sous la direction du chef Kaoua, dévaste la Mission catholique de Touho. En résulte une répression des indigènes de la vallée de la Tiwaka, avec incendies et destructions. Un nouveau chef est installé à Wagap, Pouchambou.
Un peu avant 1870, un chef de tribu de la Tiwaka plante à l'entrée du port un pin colonnaire, pour marquer la première union mixte dans la région.
En 1901 est signée la paix de Pamalé avec les autorités coloniales (Paul Feillet). Le but est de faire cesser les attaques de la tribu de Poyès (chef Amane), futurs protestants, à l'encontre les tribus catholiques des rivages de Touho, sur des questions de spoliations foncières et de capitation, avec des fusils vendus par le colon Petitjean, jamais inquiété. Mais la réserve de Pamalé est supprimée en 1903, au profit d'un éleveur belge, M. Metzdorf, puis reprise par la société Ouaco. En 1905, le chef Amane est arrêté et condamné à être déporté à Tahiti[réf. nécessaire].
En 1916, le fort militaire cesse ses activités.

## Administration
| Période                                  | Période  | Identité         | Étiquette                          | Qualité |
| ---------------------------------------- | -------- | ---------------- | ---------------------------------- | ------- |
| Les données manquantes sont à compléter. |          |                  |                                    |         |
| 1964                                     | 1967     | Auguste Levêque  |                                    |         |
| 1967                                     | 1971     | Néophyté Poinine |                                    |         |
| 1971                                     | 1983     | Raymond Esposito |                                    |         |
| 1983                                     | 1989     | Raymond Pabouty  | FI puis FLNKS-UC                   |         |
| 1989                                     | 2003     | Daniel Poigoune  | FLNKS-Palika puis FLNKS-UNI-Palika |         |
| 2003                                     | En cours | Alphonse Poinine | FLNKS-UNI-Palika                   |         |

## Démographie
L'évolution du nombre d'habitants est connue à travers les recensements de la population effectués dans la commune depuis 1956. À partir de 2006, les populations légales des communes sont publiées annuellement par l'Insee, mais la loi relative à la démocratie de proximité du 27 février 2002 a, dans ses articles consacrés au recensement de la population, instauré des recensements de la population tous les cinq ans en Nouvelle-Calédonie, en Polynésie française, à Mayotte et dans les îles Wallis-et-Futuna, ce qui n’était pas le cas auparavant. Ce recensement se fait en liaison avec l'Institut de la statistique et des études économiques (ISEE), institut de la statistique de la Nouvelle-Calédonie. Pour la commune, le premier recensement exhaustif entrant dans le cadre du nouveau dispositif a été réalisé en 2004, les précédents recensements ont eu lieu en 1996, 1989, 1983, 1976, 1969, 1963 et 1956.
En 2019, la commune comptait 2 380 habitants, en augmentation de 14,04 % par rapport à 2014 (Nouvelle-Calédonie : +0,98 %).
| 1956  | 1963  | 1969  | 1976  | 1983  | 1989  | 1996  | 2004  | 2009  |
| ----- | ----- | ----- | ----- | ----- | ----- | ----- | ----- | ----- |
| 1 332 | 1 373 | 1 474 | 1 667 | 1 901 | 1 963 | 2 234 | 2 274 | 2 247 |

| 2014  | 2019  | - | - | - | - | - | - | - |
| ----- | ----- | - | - | - | - | - | - | - |
| 2 087 | 2 380 | - | - | - | - | - | - | - |

## Tribus
- Aire coutumière Paici-Camuki
  - District de Touho : Koé-Ponandou, Kokingone-Pouïou, Touho-Mission, Vieux Touho
  - District de Poyes - Pwei : Congouma, Ouanache, Paola-Poyes, Pombéi, Tiouande, Tuai ou Tiouaé, Tiwaka (Touho)

## Économie
La commune vit d’agriculture, de pêche, de chasse, et un peu de tourisme vert.

## Célébrités
- Chefs
  - Atéa, chef de la vallée de Pwei (Poyes), hostile aux catholiques,
  - Téâ Buling (Bouillan), fils aîné du chef Atéa, chef des Poyes,
  - Amaan (1871c-1917) ou Aman(e)[7], fils cadet du chef Atéa, belligérant de 1901, paix de Pamalé, arrêté en 1909, condamné à 5 ans d'internement à Wallis, peine réduite à 3 ans en 1910, interné à Ouvéa en 1913, engagé volontaire en 1916, mort pour la France le 6 avril 1917
- Musique
  - Le groupe de Kaneka A7JK mené par Jean-Yves Pawoap

## Repères axe nord-sud Touho-Poindimié
- Village de Touho (Tuo Cémuhi)
  - mission de Touho, église de 1889
  - fort militaire, en usage jusqu'en 1916,
  - plage Lévêque, sable blanc;
- nord, vers Hienghène :
  - Touho ouest, dispensaire, gendarmerie,
  - Amoa, église,
  - pont,
  - Vieux Touho, mission,
  - Tahapinyihî,
  - grottes(s) de Mangalia,
  - plage de Tianite,
  - Teganpaik,
  - vallée de Tiwandé,
  - vallée de la Tipindjé,
- sud, vers Poindimié (Pwêêdi Wimîâ):
  - Touho centre, mairie, marina, marché, écoles, dispensaire,
  - Touho est, aérodrome, rond-point, lycée professionnel,
  - Grande Passe de Touho, récif Mengalia,
  - Pouiou,
  - Hêjinamwa : aire aménagée de Kokingone, cascade,
  - Pombeï, aire aménagée de Apoapouiou,
  - pont sur la Ponandou,
  - Wuiu,
  - Hejinamwa,
  - RPN10
  - pont sur la Tiwaka, vallée, route transversale RPN2 Koné-Tiwaka, par Pombéi, Bopope, Goro...

## Repères routiers ouest-est:RPN 2, transversale Koné-Tiwaka
- RT1
  - nord : Koné (Koohnê),
  - sud : Pouembout (Pwèbuu),
- vallée de la Koné
  - (route de Tiaoue (CéWé),
  - Bako, Pelaoui,
  - nord, vers Noëli (Näweèlé), Tiaoue (CéWé),
  - sud : Poindah (Pwaadë),
  - est : Putoé,
  - nord, vers Naëmî,
  - sud-est Netchaot (Hêcaalolè,
- vallée de la Tiwaka
  - Bopope (Pwöpwöp), vallée de la Pwameju,
  - Pombéi,
  - sud : Tiwaka,
- RPN 3
  - nord : Kokengone, Koé, Touho, Hienghène...
  - sud : Pweeo, Wagap, Poindimié, Ponérihouen, Canala...

## Culture locale et patrimoine

### Lieux et monuments
- Église de de Koé.
- Église de Vieux-Touho.

### Animations
- marché : mercredi et vendredi, 7-12,
- fête de la musique en juin,
- fête du manioc en août,
- concours de pêche en décembre,
- grand prix des raids de la Province nord,
- randonnées : pied, cheval, kayak (en tribu),
- GR nord,
- hébergement : camping, gîte,

### Héraldique
| Blason de Touho | Blason  | D'azur à la fasce ondée d'argent chargée d'une branche de caféier au naturel, accompagnée en chef d'une manche-à-air palée d'argent et de gueules de cinq pièces et en pointe d'une ancre d'or. |
| Blason de Touho | Détails | Le statut officiel du blason reste à déterminer. |